# Thryothorus ludovicianus
El cucarachero de Carolina o ratona carolinense (Thryothorus ludovicianus) es una especie de ave paseriforme de la familia Troglodytidae propia de América del Norte y Central. Es el único miembro del género Thryothorus.
Es nativo del este de Canadá, Estados Unidos y México, Belice, Guatemala y Nicaragua. Su hábitat natural consiste de bosque templado, subtropical y tropical.

## Subespecies
Se distinguen las siguientes subespecies:
- Thryothorus ludovicianus burleighi
- Thryothorus ludovicianus lomitensis
- Thryothorus ludovicianus ludovicianus
- Thryothorus ludovicianus miamensis

## Amenazas
La presencia de mercurio en aves como por ejemplo Thryothorus ludovicianus muestra una reducción en el éxito reproductivo de en sitios contaminados con mercurio, comparado con sitios de referencia (reducción del 34%). La concentración de mercurio en la sangre de las hembras nidificantes predice adecuadamente el éxito de cría. Las aves que estaban anidando en los sitios contaminados tuvieron tres veces más probabilidades de abandonar sus nidos que las aves de sitios de referencia no contaminados. Una reducción del 10% del éxito de cría se correspondió con concentraciones de 0.7 µg/g de mercurio en sangre, 2.4 µg/g de mercurio en las plumas del cuerpo (3.0 µg/g en las plumas de la cola) y 0.11 µg/g de mercurio en los huevos.